# Vilmány, Borsod-Abaúj-Zemplén
Vilmány este un sat în districtul Gönc, județul Borsod-Abaúj-Zemplén, Ungaria, având o populație de 1.564 de locuitori (2011). 

## Demografie
Componența etnică a satului Vilmány
     Maghiari (68,83%)
     Romi (31,01%)
     Germani (0,16%)
Componența confesională a satului Vilmány
     Romano-catolici (41,75%)
     Reformați (25,51%)
     Greco-catolici (6,65%)
     Necunoscută (25,13%)
     Fără religie (0,96%)
     Alte religii (0,7%)
Conform recensământului din 2011, satul Vilmány avea 1.564 de locuitori. Din punct de vedere etnic, majoritatea locuitorilor (68,83%) erau maghiari, cu o minoritate de romi (31,01%). Nu există o religie majoritară, locuitorii fiind romano-catolici (41,75%), reformați (25,51%) și greco-catolici (6,65%). Pentru 25,13% din locuitori nu este cunoscută apartenența confesională.